# The Best Damn Thing
The Best Damn Thing är det tredje studioalbumet av den kanadensiska sångerskan Avril Lavigne, utgivet i april 2007 på RCA Records. Det producerades av bland andra Rob Cavallo och Dr. Luke. Musiken på albumet skiljer sig aningen från hennes föregående album Under My Skin, som hade ett generellt tyngre sound med starkare influenser av postgrunge. Albumets huvudsingel "Girlfriend" toppade Billboard Hot 100, vilket gjorde den till Lavignes mest framgångsrika singel dittills.
Albumet marknadsfördes genom turnén The Best Damn World Tour.

## Bakgrund
Medan Lavigne befann sig i studion för sitt tredje album uppmanade Fox Entertainment Group henne att skriva en låt för soundtracket till filmen Eragon (2006). Hon skrev och spelade in två "ballad-aktiga" låtar men bara en av dem, "Keep Holding On", användes i filmen. Lavigne erkände att det var en utmaning att skriva låten så att den passade in i filmen. Hon underströk att "Keep Holding On", som senare kom med på albumet, inte skulle ses som en indikation för det nya albumets sound.

## Låtlista
| Nr  | Titel                   | Kompositör                        | Producent(er)                         | Längd |
| --- | ----------------------- | --------------------------------- | ------------------------------------- | ----- |
| 1.  | Girlfriend              | Avril Lavigne, Lukasz Gottwald    | Dr. Luke, Matt Beckley*, Steven Wolf* | 3:37  |
| 2.  | I Can Do Better         | Lavigne, Gottwald                 | Dr. Luke, Beckley*, Wolf*             | 3:17  |
| 3.  | Runaway                 | Lavigne, Gottwald, Kara DioGuardi | Dr. Luke, Beckley*, Wolf*             | 3:48  |
| 4.  | The Best Damn Thing     | Lavigne, Butch Walker             | Walker                                | 3:10  |
| 5.  | When You're Gone        | Lavigne, Walker                   | Walker                                | 4:00  |
| 6.  | Everything Back But You | Lavigne, Walker                   | Walker                                | 3:03  |
| 7.  | Hot                     | Lavigne, Evan Taubenfeld          | Dr. Luke, Beckley*, Wolf*             | 3:23  |
| 8.  | Innocence               | Lavigne, Taubenfeld               | Rob Cavallo                           | 3:53  |
| 9.  | I Don't Have to Try     | Lavigne, Gottwald                 | Dr. Luke, Beckley*, Wolf*             | 3:17  |
| 10. | One of Those Girls      | Lavigne, Taubenfeld               | Deryck Whibley                        | 2:56  |
| 11. | Contagious              | Lavigne, Taubenfeld               | Whibley                               | 2:10  |
| 12. | Keep Holding On         | Lavigne, Gottwald                 | Dr. Luke, Beckley*                    | 4:00  |

(*) Ytterligare produktion

## Listplaceringar
| Lista (2007)                        | Högsta position |
| ----------------------------------- | --------------- |
| Australien (ARIA Charts)            | 2               |
| Belgien (Ultratop Flandern)         | 9               |
| Belgien (Ultratop Vallonien)        | 4               |
| Danmark (Tracklisten)               | 5               |
| Finland (Finlands officiella lista) | 8               |
| Frankrike (SNEP)                    | 3               |
| Irland (IRMA)                       | 1               |
| Italien (FIMI)                      | 1               |
| Japan (Oricon)                      | 1               |
| Kanada (Canadian Albums Chart)      | 1               |
| Mexiko (AMPROFON)                   | 3               |
| Nederländerna (Megacharts)          | 8               |
| Norge (VG-lista)                    | 18              |
| Nya Zeeland (RIANZ)                 | 2               |
| Polen (Polish Music Charts)         | 4               |
| Portugal (AFP)                      | 9               |
| Schweiz (Swiss Music Charts)        | 2               |
| Spanien (PROMUSICAE)                | 9               |
| Sverige (Sverigetopplistan)         | 6               |
| Storbritannien (UK Albums Chart)    | 1               |
| Tyskland (Media Control Charts)     | 1               |
| USA Billboard 200                   | 1               |
| Österrike (Ö3 Austria Top 40)       | 1               |